# Mantel individual

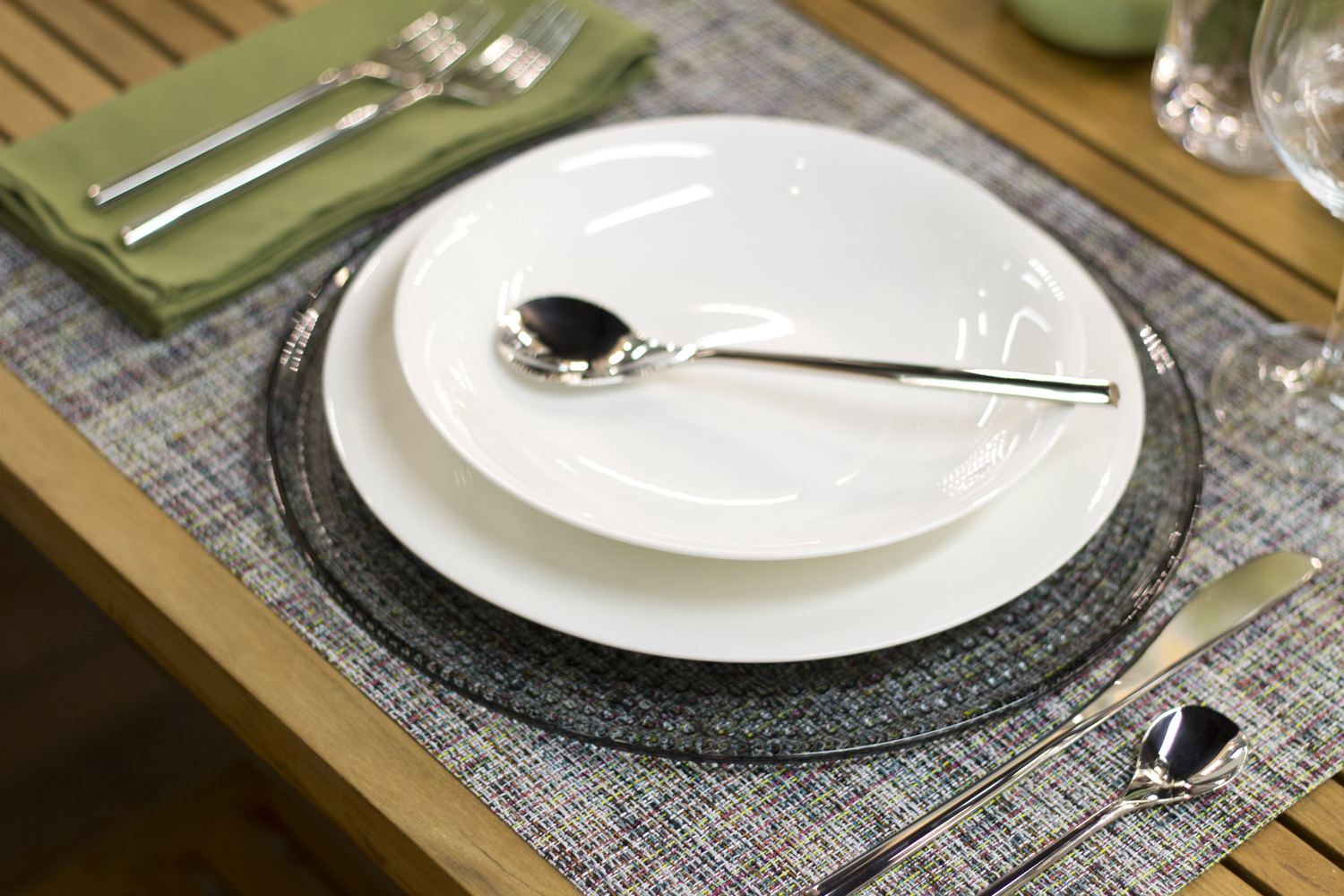
Mantel individual gris.

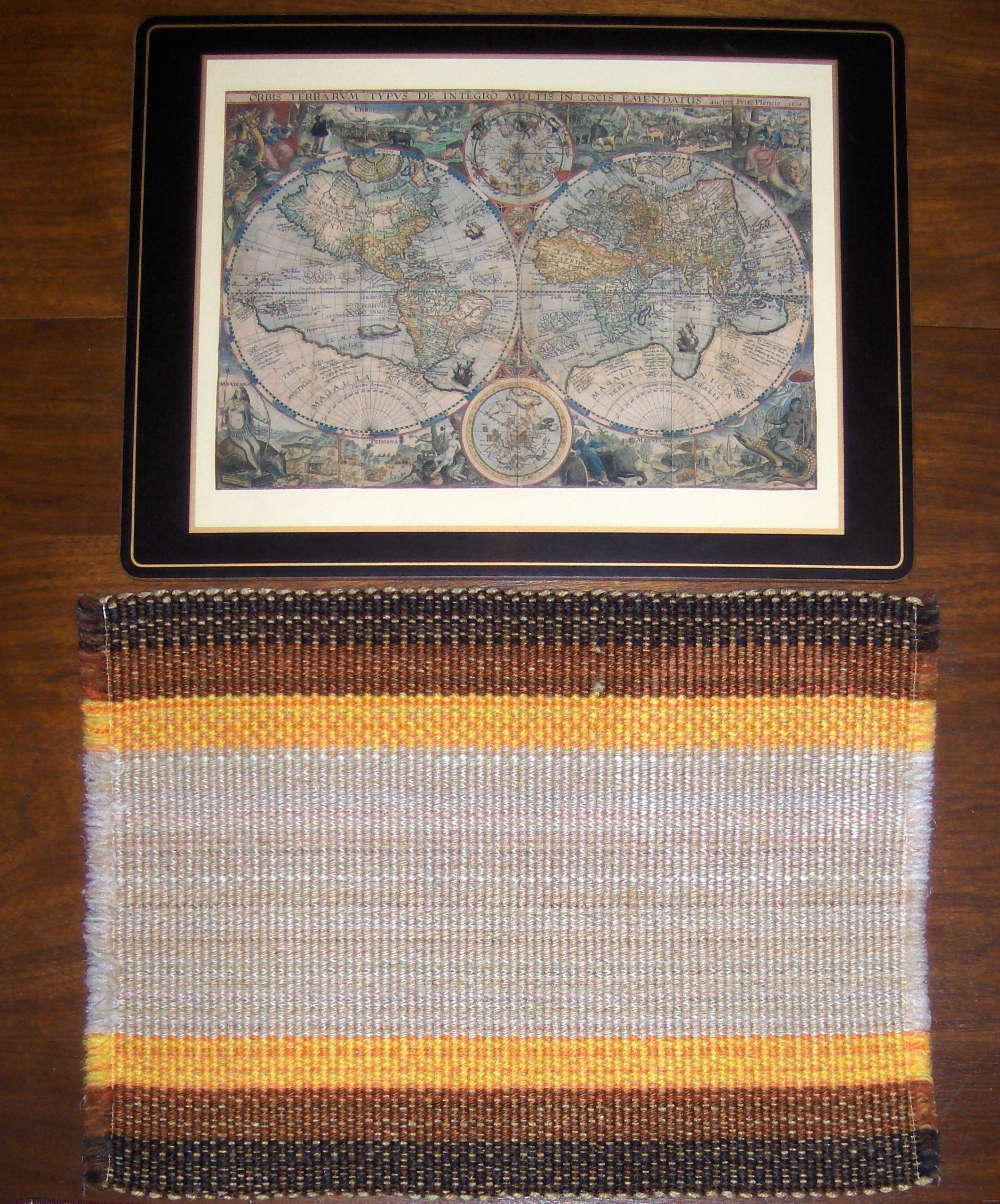
Dos manteles individuales hechos con corcho (superior), y lana (inferior).

Un mantel individual, individual, estera de mesa, salvamanteles, o carpeta, es una cubierta o plataforma que enmarca un servicio de mesa individual en lugar de un mantel, que es más grande y cubre toda la superficie de una mesa. Los manteles individuales están hechos de diferentes materiales, según su finalidad: proteger, decorar, entretener o hacer publicidad. Los materiales y métodos de producción varían según el tipo de producto, desde los fabricados en masa y comerciales, hasta los locales o tradicionales.